# Central Maine and Quebec Railway
Die Central Maine and Québec Railway (AAR Reporting mark: CMQR) ist eine US-amerikanische regionale Eisenbahngesellschaft in Maine, Vermont und Québec. In Kanada firmiert das Unternehmen unter Central Maine and Québec Canada Inc. Der Sitz des Unternehmens befindet sich in Hermon (Maine). Das Streckennetz umfasst rund 774 Kilometer. 
Im November 2019 wurde bekannt, dass die Gesellschaft durch die Canadian Pacific Railway (CP) übernommen wird. Am 30. Dezember 2019 meldete die CP, die finanziellen Aspekte der Übernahme abgeschlossen zu haben, während der Erwerb des US-amerikanischen Teils durch die CP-Tochtergesellschaft Soo Line Railroad zunächst noch die Zustimmung des Surface Transportation Board benötigte. Diese wurde am 1. Mai 2020 erteilt und mit Ergänzung vom 8. Mai 2020 eine betriebliche Integration der CMQR in die Soo Line ab 3. Juni 2020 genehmigt.

## Streckennetz
Das Streckennetz besteht im Prinzip aus einer West-Ost-Strecke und einer Nord-Süd-Strecke. Die West-Ost-Strecke führt von Saint-Jean-sur-Richelieu, von wo aus Streckennutzungsrechte nach Montreal bestehen, über Sherbrooke, Lac-Mégantic nach Brownville Junction. Dort trifft diese Strecke auf die ehemalige Bangor and Aroostook Railroad von Saint-Léonard (New Brunswick) nach Searsport. Daneben werden noch einige kürzere Nebenstrecken bedient. Wichtige Verbindungen bestehen in Montreal zur Canadian Pacific Railway, in Saint Jean, Sherbrooke und Saint-Hyacinthe zur Canadian National Railway, in Bangor zu den Pan Am Railways und in Brownville zur East Maine Railway. Ab 2016 betreibt die CMQR außerdem den Güterverkehr auf der 91 Kilometer langen Bahnstrecke Brunswick–Rockland. Die Verbindung zum übrigen Netz der Bahngesellschaft ist nur über Strecken der Pan Am Railways möglich. Der Streckenabschnitt gehört dem Bundesstaat Maine.

## Geschichte

### Montréal, Maine and Atlantic Railway
Im Januar 2003 erwarb die von Edward Burkhardt gegründete Rail World die Vermögenswerte der bankrottgegangenen Iron Road Railways, insbesondere das Streckennetz der Bangor and Aroostook Railroad, und firmierte das neue Unternehmen unter dem Namen Montréal, Maine & Atlantic Railway (AAR Reporting mark: MMA). Der Betriebsbeginn war vom Konkurs eines der wichtigsten Kunden, einer Papierfabrik in Millinocket, geprägt. Nur durch drastische Sparmaßnahmen konnte das Unternehmen am Leben gehalten werden. In der Folgezeit verbesserte sich jedoch die Situation. Durch die Wiederaufnahme der Produktion in den Papierfabriken sowie den Beginn von Transporten im Huckepackverkehr zusammen mit der New Brunswick Southern Railway auf der Relation Farnham – St. John wurde genügend Verkehrsleistung akquiriert, so dass ein profitabler Verkehr möglich wurde.
Mit rund 350 Beschäftigten und einem Fuhrpark von 49 Lokomotiven der Bauarten EMD GP7, GP 38-3, F59PHI sowie GE C30-7, GE C36-7 und GE B39-8 wird vor allem Durchgangsverkehr auf den Hauptrouten und aufgrund der günstigen Verbindungen zu anderen Gesellschaften auch die Bahnanbindung wichtiger Kunden in Maine sichergestellt.
Im August 2009 gab die Bahngesellschaft den Plan bekannt, das gesamte Streckennetz nördlich von Millinocket (388 Kilometer) stillzulegen, da die Unterhaltskosten höher seien als die Einnahmen. Die Strecke von Saint-Leonard (Kanada) nach Madawaska im äußersten Norden des Bundesstaats wurde später von diesem Plan ausgenommen, die übrigen Strecken verkaufte man an den Bundesstaat, der sie 2011 an die Eastern Maine Railway verpachtete.
Am 6. Juli 2013 brannten in der kanadischen Ortschaft Lac-Mégantic, auf der Bahnstrecke Brookport–Mattawamkeag, mehrere mit Öl- und Ölprodukten beladene Kesselwagen. Der führerlose Güterzug hatte sich 13 Kilometer entfernt, nahe der Ortschaft Nantes, selbständig gemacht; er entgleiste in der Ortschaft; dann kam es zum Eisenbahnunfall von Lac-Mégantic. In der Folge dieses Unfalls und der hohen Aufräumkosten mussten das kanadische und das amerikanische Unternehmen am 7. August 2013 Insolvenz anmelden. Im Oktober 2019 wurde ein Projekt zur Umfahrung von Lac-Mégantic auf einer 12,8 Kilometer langen Neubaustrecke vorgestellt, der Baubeginn war für 2020 vorgesehen, 2022 waren jedoch noch öffentliche Anhörungen notwendig.

### Central Maine and Québec Railway
Im Januar 2014 wurde die Bahn versteigert und für 16 Millionen US-Dollar von der Fortress Investment Group erworben, die die Bahngesellschaft unter dem Namen Central Maine and Québec Railway Inc. neu aufstellte. Der kanadische Betriebsteil, der bisher unter dem Namen Montréal, Maine and Atlantic Railway Canada Co. firmierte, wurde als Central Maine and Québec Railway Canada Inc. aufgestellt. Nach Angaben des Verkehrsministeriums Maine (MaineDOT) hat CMQR im Juni 2014 den Betrieb auf dem früheren MMA-Netz in Mittel- und Nord-Maine aufgenommen, nachdem dies ursprünglich bereits für den 17. März geplant war.
2015 gewann die CMQR die Ausschreibung für den Güterverkehr auf der Bahnstrecke Brunswick–Rockland in Maine, den bisher die Maine Eastern Railway durchgeführt hatte. Die Betriebsaufnahme erfolgte am 1. Januar 2016. Dadurch erhöhte sich die Länge des Streckennetzes um 92 Kilometer. Zum 1. August 2022 übernahm die Tochtergesellschaft Midcoast Railservice der Finger Lakes Railway diese Leistungen.